# Newmanity
Newmanity est à la fois une messagerie web et un service d'hébergements de fichiers en ligne ayant pour particularité d'héberger ses services sur des serveurs émettant le moins possible de dioxyde de carbone (CO2).
Le service est porté par l'association éponyme déclarée en 2012 et initialement par la société Next W, en liquidation judiciaire depuis 2018. En 2019, le service fut repris par Mail Object, éditeur de Mailo. En juin 2022, toutes les adresses courriels furent basculées chez Mailo.

## Histoire
Le service vit le jour en novembre 2012 sous la forme d'un réseau social destiné aux personnes sensibles aux questions environnementales. Le site, créé par Victor Ferreira, connu pour avoir importé Max Havelaar en France, avec pour credo de « construire une société plus humaine, plus écologique et plus responsable », est disponible à son lancement en France, en Belgique, en Suisse et au Luxembourg,,. En avril 2013, le service, dont le nom résulte du néologisme des mots anglais new (« nouveau ») et humanity (« humanité »), compte 10 000 utilisateurs dont 15 % de Belges et propose diverses fiches conseils, portant sur le bio ou le recyclage des déchets par exemple.
En 2013, le service effectue une levée de fonds de 635 000 € pour permettre son développement. Conçu à l'origine comme un concurrent de Facebook, le service est rapidement réorienté pour devenir une plateforme d'initiatives citoyennes, en raison de son trop faible nombre d'utilisateurs.
Le 17 juin 2015, Newmanity annonce sa messagerie web, Newmanitymail, hébergé dans un centre de données de Greenshift aux Pays-Bas, alimenté exclusivement par des sources d'énergies renouvelables avec pour autre objectif de garantir la confidentialité des données de ses utilisateurs,. La version bêta vit le jour le 23 juin ; l'idée de cette messagerie web vient d'un échange entre le directeur général de l'entreprise, Stéphane Petibon, et un de ses amis où il observe que le ciblage publicitaire de sa messagerie web s'est réorienté en fonction du thème de cet échange. Ce centre de données permet à un courriel envoyé depuis Newmanity de ne consommer que 9 grammes de dioxyde de carbone contre 20 pour un courriel envoyé depuis une autre messagerie.
En 2019, Newmanity changea son adresse électronique et annonça sur sa page un petit changement sans en préciser la nature dans un premier temps, puis annonça après une longue période d'inactivité la bascule de son webmail de la technologie Zimbra à la technologie Mailo, : ce changement fut dû à la reprise des actifs de Next W par Mail Object qui édite ce système ; en revanche l'entreprise disait conserver l'hébergement du service sur les mêmes serveurs et annonça que Mailo et Newmanity resteront 2 services indépendants.
En juin 2022, les adresses mail Newmanity furent basculées chez Mailo, les utilisateurs gardèrent toutefois leurs adresses en @ntymail.com.

## Société
Newmanity est porté par Next W, une société par actions simplifiée enregistrée le 15 février 2012. Le 21 novembre 2018, la liquidation judiciaire de la société NEXT W fut prononcée et l'entreprise fut radiée le 5 novembre 2019.

## Services
Newmanity proposait une offre gratuite pour les particuliers, et payante pour les professionnels par abonnement à raison de 4 € par mois et par compte. Ce système devait permettre à l'entreprise de se passer de publicité et de financer, en reversant 20 % de la somme obtenue grâce aux abonnements, des projets concernant la protection de l'environnement, la lutte contre l'exclusion ou encore le numérique éthique.
Une application mobile centralisant l'accès aux services devait voir le jour à une date indéterminée. Depuis la refonte du site fin 2016, le réseau social a disparu, le cœur d'activité étant la messagerie web, basé sur le serveur de messagerie open source Zimbra et Folio, un service de stockage en ligne, à l'instar de Google Drive, décrits par la société comme sécurisés et réduisant leur empreinte carbone.
Depuis fin 2018, il n'est plus possible de réinitialiser son mot de passe, la fonction étant désactivée dans l'interface Zimbra. De même, dans le Help Center Newmanity, l'application censée réinitialiser le mot de passe renvoie sur Not Found.
L'application smartphone et les anciens services annexes lancés sous la marque .Place avant la mise en liquidation judiciaire de Next W ont été arrêtés.

## Caractéristiques
La messagerie web offre les caractéristiques suivantes :
- Serveur IMAP/SMTP (pas de POP3) ;
- Connexion SSL et HTTPS sécurisée ;
- Carnet d'adresses ;
- Liste de diffusion ;
- Calendrier.

## Utilisateurs
En janvier 2016, environ 13 000 personnes se connectent régulièrement à leur messagerie.